# Cabinet Kohl II
Pour les articles homonymes, voir Cabinet Kohl.
 (janvier 2023).
Si vous disposez d'ouvrages ou d'articles de référence ou si vous connaissez des sites web de qualité traitant du thème abordé ici, merci de compléter l'article en donnant les références utiles à sa vérifiabilité et en les liant à la section « Notes et références ».
République fédérale d'Allemagne
Kohl I Kohl III
Le cabinet Kohl II (en allemand : Kabinett Kohl II) est le gouvernement fédéral de la République fédérale d'Allemagne entre le 30 mars 1983 et le 11 mars 1987, durant la dixième législature du Bundestag.

## Historique du mandat
Dirigé par le chancelier fédéral chrétien-démocrate sortant Helmut Kohl, ce gouvernement est constitué et soutenu par une « coalition noire-jaune » entre l'Union chrétienne-démocrate d'Allemagne (CDU), l'Union chrétienne-sociale en Bavière (CSU) et le Parti libéral-démocrate (FDP). Ensemble, ils disposent de 278 députés sur 498, soit 55,8 % des sièges du Bundestag.
Il est formé à la suite des élections législatives fédérales anticipées du 6 mars 1983.
Il succède donc au cabinet Kohl I, constitué et soutenu par une coalition identique.

### Formation
Au cours du scrutin, la CDU/CSU enregistre des progrès électoraux significatifs et réalise son meilleur résultat depuis 1957. Ces bons résultats compensent le recul du FDP, victime de son renversement d'alliance en octobre 1982. Les deux forces politiques entreprennent alors de poursuivre leur collaboration.
Le 29 mars suivant, le président fédéral Karl Carstens propose la candidature d'Helmut Kohl à l'investiture du Bundestag. Il l'emporte par 271 voix pour et 227 voix contre, soit vingt et un suffrages de plus que la majorité constitutionnelle requise. Il nomme son deuxième cabinet fédéral dès le lendemain, qui compte toujours seize ministres fédéraux. Du fait de l'affaiblissement du FDP, ce dernier ne compte plus que trois ministres et cède en conséquence le ministère fédéral de l'Agriculture à la CSU, qui dispose désormais de cinq sièges au gouvernement.
Lors de l'élection présidentielle du 23 mai 1984, les chrétiens-démocrates proposent la candidature du bourgmestre-gouverneur de Berlin-Ouest Richard von Weizsäcker, qui reçoit le soutien des libéraux-démocrates et du Parti social-démocrate d'Allemagne (SPD). Il est élu dès le premier tour de scrutin avec 80 % des voix de l'Assemblée fédérale.

### Évolution
À peine six semaines après la catastrophe nucléaire de Tchernobyl, le chancelier annonce le 6 juin 1986 la création du ministère fédéral de l'Environnement, de la Protection de la Nature et de la Sécurité nucléaire, qu'il confie au bourgmestre de Francfort-sur-le-Main Walter Wallmann.

### Succession
Au cours des élections législatives fédérales du 25 janvier 1987, la majorité sortante est reconduite avec un léger recul. L'opposition étant incapable de constituer une coalition majoritaire alternative, Kohl se maintient au pouvoir et forme son troisième cabinet.

## Composition
- Les nouveaux ministres sont indiqués en gras, ceux ayant changé d'attributions en italique.

| Fonction                                                                                                 | Nom | Nom                                                         | Parti |
| --- | --- | ----------------------------------------------------------- | ----- |
| Chancelier fédéral                                                                                       |     | Helmut Kohl                                                 | CDU   |
| Vice-chancelier Ministre fédéral des Affaires étrangères                                                 |     | Hans-Dietrich Genscher                                      | FDP   |
| Ministre fédéral de l'Intérieur                                                                          |     | Friedrich Zimmermann                                        | CSU   |
| Ministre fédéral de la Justice                                                                           |     | Hans A. Engelhard                                           | FDP   |
| Ministre fédéral des Finances                                                                            |     | Gerhard Stoltenberg                                         | CDU   |
| Ministre fédéral de l'Économie                                                                           |     | Otto Graf Lambsdorff (jusqu’au 27/06/1984) Martin Bangemann | FDP   |
| Ministre fédéral de l'Alimentation, de l'Agriculture et des Forêts                                       |     | Ignaz Kiechle                                               | CSU   |
| Ministre fédéral des Relations intra-allemandes                                                          |     | Heinrich Windelen                                           | CDU   |
| Ministre fédéral du Travail et de l'Ordre social                                                         |     | Norbert Blüm                                                | CDU   |
| Ministre fédéral de la Défense                                                                           |     | Manfred Wörner                                              | CDU   |
| Ministre fédéral de la Jeunesse, de Famille et de la Santé                                               |     | Heiner Geißler (jusqu’au 26/09/1985) Rita Süssmuth          | CDU   |
| Ministre fédéral des Transports                                                                          |     | Werner Dollinger                                            | CSU   |
| Ministre fédéral de l'Environnement, de la Protection de la Nature et de la Sécurité nucléaire (06/1986) |     | Walter Wallmann                                             | CDU   |
| Ministre fédéral des Postes et des Télécommunications                                                    |     | Christian Schwarz-Schilling                                 | CDU   |
| Ministre fédéral de l'Aménagement du territoire, des Travaux publics et de l'Urbanisme                   |     | Oscar Schneider                                             | CSU   |
| Ministre fédéral de la Recherche et de la Technologie                                                    |     | Heinz Riesenhuber                                           | CDU   |
| Ministre fédéral de l'Éducation et de la Science                                                         |     | Dorothee Wilms                                              | CDU   |
| Ministre fédéral de la Coopération économique                                                            |     | Jürgen Warnke                                               | CSU   |
| Ministre fédéral avec attributions spéciales (15/11/1984) Directeur de la chancellerie fédérale          |     | Wolfgang Schäuble                                           | CDU   |